# Étienne de La Boétie
Étienne de La Boétie (Sarlat, 1530. november 1. – Bordeaux, 1563. augusztus 18.) francia író, politikus, reneszánsz filozófus. La Boétie három összefüggésben él a köztudatban: mint a humanista barátság egyik nagyszerű példája - ez Montaigne-hez fűzi -, valamint a modern európai kultúra korai és éles hangvételű, ám ugyanakkor elemző, zsarnokellenes vádbeszédének írója és mint a tolerancia előfutára.

## Életpályája

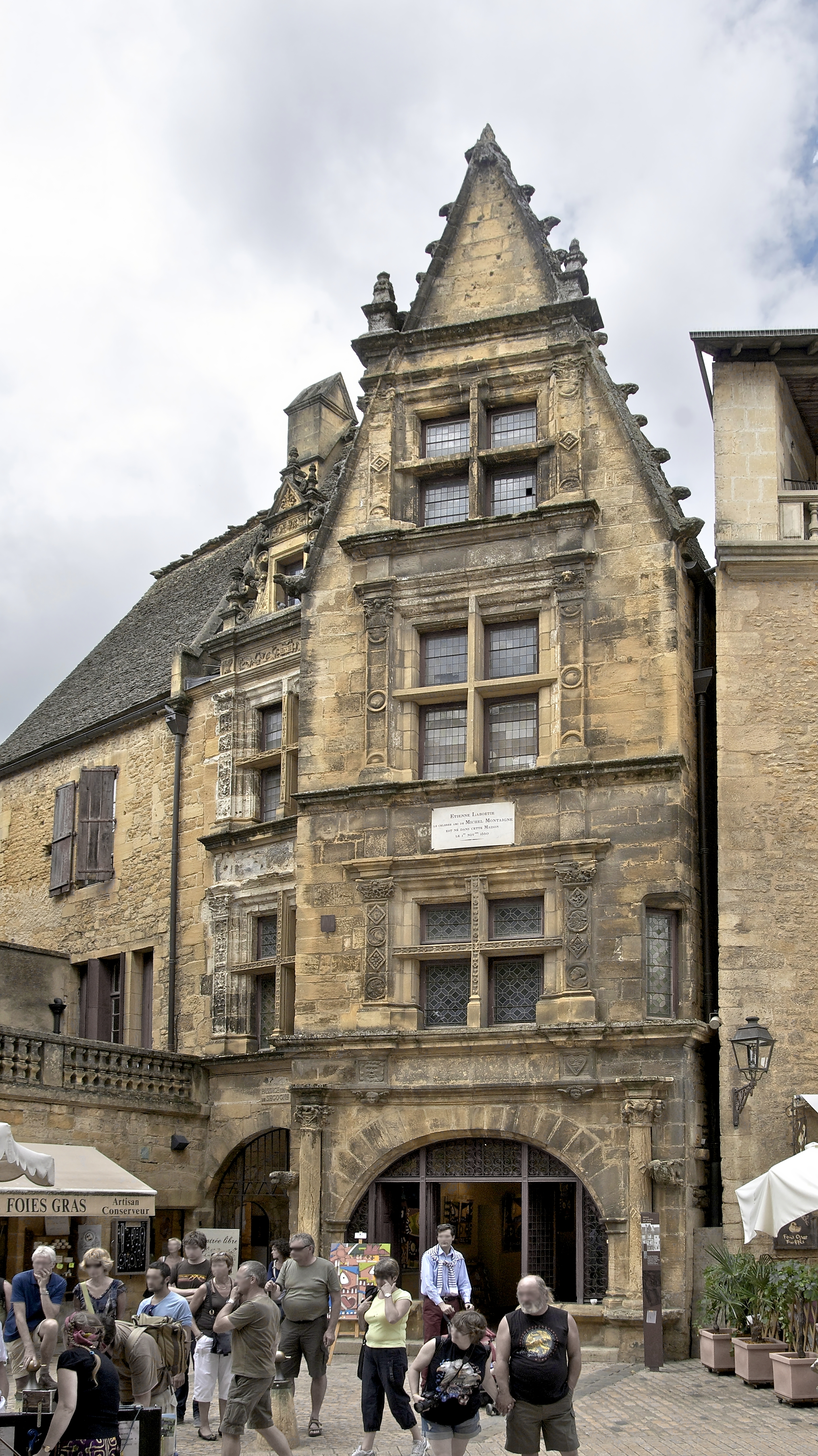
La Boétie szülőháza reneszánsz homlokzattal, Sarlatban

### Családja, iskolái
La Boétie 1530. november 1-jén született Franciaország délnyugati részén "egy Périgueux melletti kisvárosban, Sarlat-ban. Apja művelt taláros nemes, Périgord tartomány helyettes „udvarnagya,” amolyan főügyészhelyettes. Mivel korán meghalt, fia neveltetését egy jogban és teológiában jártas nagybácsi és keresztapa biztosítja. Így azután a tízéves gyermek a görög-római antikvitás és általában a klasszikus kultúra bűvöletében bontakoztatja ki szellemi képességeit, annál is inkább, mivel Sarlat püspöke, Nicolo Gaddi (a Mediciek mellékági rokona) amolyan "kis Athént" szeretett volna csinálni a városból.
A városon kívül talán Bordeaux-ban, esetleg Bourges-ban tanult, és Orléans-ban, ahol jogot hallgatott és megszerezte fokozatait. A párizsi után az orléans-i volt a legszínvonalasabb francia egyetem, jogtudományi vonatkozásban meg egyetemesen is a legkiválóbbak egyike. Tanára volt Anne du Bourg, diáktarsa François Hotman. Stílusideálja Cicero. Amikor 1553. szeptember 23-án megszerzi a licenciátust, már évek óta titokban terjed 1548 s 1553 között írt műve Az önkéntes szolgaságról.

### Politikai pályafutása
II. Henrik korengedményével huszonöt éves kora előtt tanácsosi állást vásárol a bordeaux-i parlamentben, és hivatalát 1554. május I7-én már el is foglalhatja. A jó két évvel fiatalabb Montaigne 1557-ben lesz kollégája és barátja. Párizs, Rouen, Toulouse után (1462-től kezdve) a bordeaux-i a negyedik parlament, és hatásköre egész Guyenne tartományra kiterjed. Az ítélkezési feladatokon túl a parlament hatáskörébe tartozott a királyi rende1etek „törvényességének”, vagyis a helyi szokásokkal összeegyeztethető voltának a megállapítása. E sajátos alkotmányjogi szerepkör már Machiavelli érdeklődését is felkelti, de nem fogja elkerülni Montesquieu figyelmét sem. A politikai szerep megnövekedésének egyik közvetlen oka a lappangó, majd nyílt vallásháború. Megemlítendő, hogy már 1550 táján bármely rend tagjai pályázhatnak itt különböző beosztásokba.
Politikai szerepet La Boétie először 1560-ban kap, amikor az udvarba küldik bordeaux-i kollégái érdekeinek képviseletében. Ekkor ismerkedik meg IX. Károly és anyja, Medici Katalin okos toleranciájáról ismert kancellárjával, a humanista Michel de L'Hospitallal. Az ő megbízásából kell majd megértetnie a Guise-ekkel rokonszenvező bordeaux-i parlamenttel a vallási türelem szükségességét, vagyis képviselnie az 1561. január 30-i királyi rendelet szellemét, amely korlátok között ugyan, de engedélyezi a protestánsok számára vallásuk gyakorlását. Ő jelenti be azt is, hogy országos zsinatot és hitvitát rendeznek Poissyban Guise kardinális és Théodore de Bèze részvételével. Még 1561 szeptemberében a királyi helytartóval együtt megpróbálja érvényesíteni a rendeletet és lecsillapítani a zavargásokat Guyenne tartományban. Az erőfeszítéseket sem helyi, sem országos szinten nem kíséri siker. Így tulajdonképpen a protestánsok fizikai biztonságának védelmét kellene szolgálnia a Michel de L'Hospital sugalmazta 1562. január 17-i újabb rendeletnek.
Valószínűleg a rendeletet megelőző tanácskozáshoz kapcsolódik La Boétie második fontos politikai írása, a Mémoire sur la pacification des troubles (Javaslat a viszályok megbékítésére). Keserű tapasztalatok tanulságai összegeződnek ebben az írásban: a felekezeti fanatizmus és az állami terror egyaránt kártékony. Ideálja egy a katolikusokat és protestánsokat összebékíteni képes, megreformált, nemzeti jellegű katolikus egyház. Guise katonái azonban tömegmészárlást rendeznek Vassyban 1562. március 1-jén, s a polgárháború ezután már megállíthatatlan. A türelmet hirdető, de királyához hű La Boétie a belháború áldozata lesz: tizenegy bordeaux-i tanácsos társával egy 1200 fős katonai különítményt kísér el a város felé előretörő protestánsok megállítására, s a táborban éri a pestis vagy a vérhas. Montaigne sógora Bordeaux-ba próbálja hozni; a várostól néhány kilométerre, az odaérkező író barát karjaiban halt meg 1563. augusztus 18-án.

### La Boétie írói hagyatéka
Montaigne, mint barátja szellemi végrendeletének végrehajtója, mindent közzétett 1570-től kezdve (részben az Esszék közé iktatva), amit a hagyatékból helyesnek vélt nyilvánosságra hozni - vagyis mindent, ami politikamentes volt. A politikai tartalmúakat túl kockázatosnak vélte „egy ilyen egészségtelen kor súlyos és durva levegőjére bízni.”
A szépirodalmi művek (28 latin nyelvű humanista vers, egy 29 és egy 28 szonettből álló műcsoport, Ariosto Őrjöngő Rolandja 32. énekének adaptációja és az ezt kísérő költemény), valamint a különböző fordítások jó része megtalálható a Paul Bonnefon által kiadott gyűjteményes kötetben. (Oeuvres complètes d'Estienne de la Boétie, Paris-Bordeaux, 1892, Slatkine Reprints 1967.)
Mindezek azonban másodlagos jelentőségűek Az önkéntes szolgaságról idegen kéztől származó, aktualizált kompendiuma mellett, amely 1574-ben jelent meg név és cím nélkül Bázelben latinul, majd Edinburgh-ban franciául egy politikai röpirat második dialógusaként. A Le Réveil-Matin des Français et de leurs Voisins (A franciák és szomszédaik serkentő órája) című kötet alkotója az Eusebius Philadelphus Cosmopolita humanista álnév mögé rejtőzik. Az írás hatása óriási, így 1577-ben a protestáns Simon Goulart kiadja Contre'Un, illetve Le Contre Un (A zsarnok ellen) címmel a nagyjából teljes szöveget (Mémoires des Éstats de France sous Charles neufiesme ... [Emlékeztető Franciaország állapotára IX. Károly alatt ... ]). Montaigne szerint La servitude volontaire (Az önkéntes szolgaság) a szerzőtől származó cím, de A zsarnok ellenben is a lényeget látja kifejeződni. Ezt a variánst ismerték évszázadokon át, ezt fordították idegen nyelvekre egészen 1892-ig, a Bonnefon-féle Összes művek megjelenéséig, amikor egy addig a Francia Nemzeti Könyvtárban lapuló kézirat kiadásával (Mesmes-hagyaték N°811) az eredeti mű, illetve annak kevéssé aktualizált változata került az érdeklődők kezébe. A szakmai közvélemény ezt tartja eredetinek. Bonnefon a Montaigne által javasolt kissé manierista cím első felét adta az írásnak, de használatos a teljes cím is: Discours de la Servitude volontaire a l'honneur de la liberté contre les tyrans (Költői beszéd az önkéntes szolgaságról a szabadság dicsőségére a zsarnok ellen.)

### Az önkéntes szolgaságról

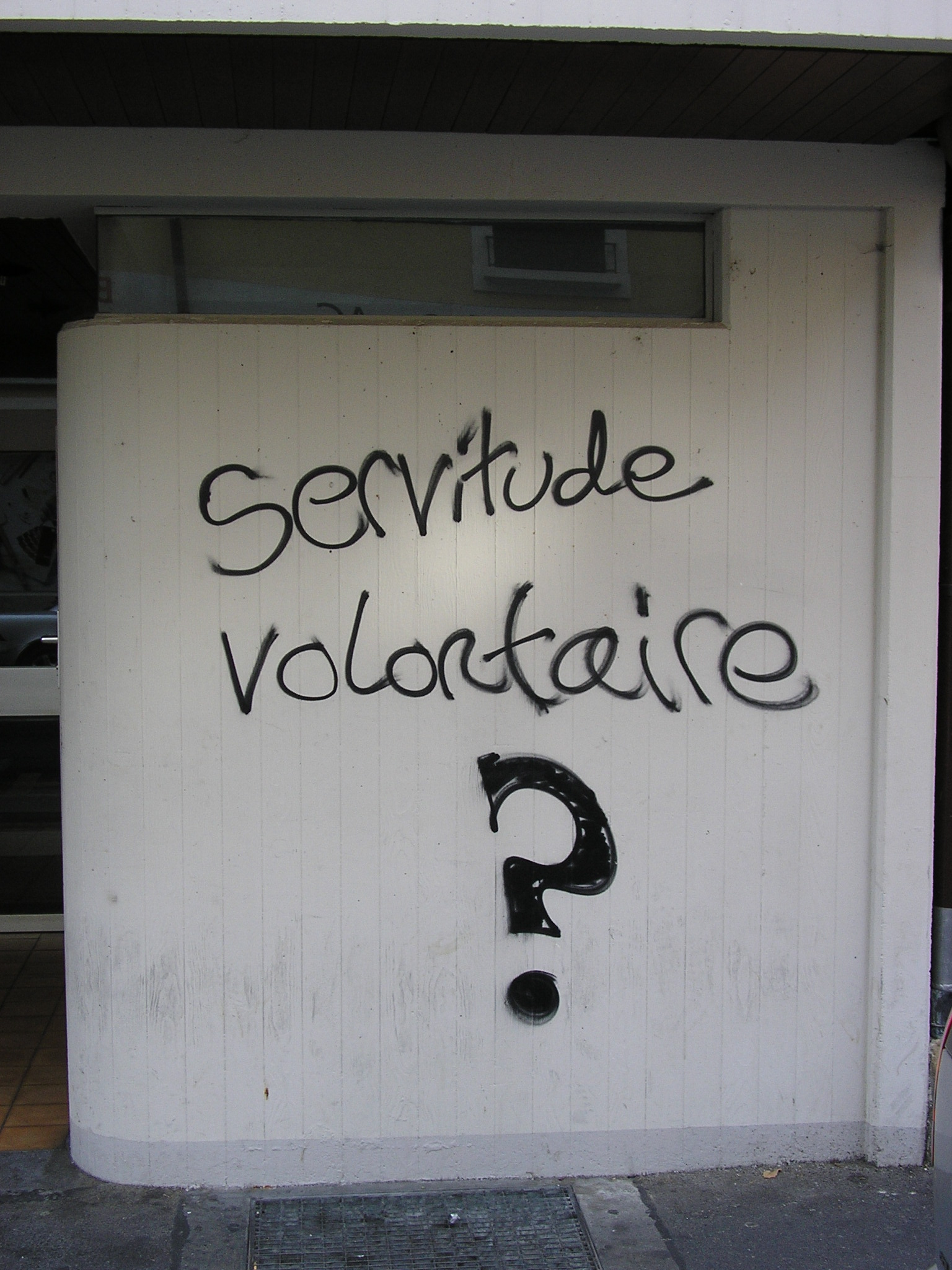
Önkéntes szolgaság? Graffiti Genfben, 2007

Az önkéntes szolgaságról méltó társa a feudalizmus késő középkori formációválságára adott reform jellegű válaszoknak, az abszolutisztikus modern állam kialakulásával kapcsolatos államelméleti megújhodás olyan korszakalkotó műveinek, mint Erasmus, Machiavelli vagy Morus Tamás politikai írásai. La Boétie műve azonban csupán Machiavelli Beszélgetések Titus Livius első tíz könyvéről (1532) című republikánus ihletésű művével mutat olyan mértékű rokonságot, amely valószínűsíti a kapcsolatot közöttük, bár még ebben az esetben is elmondható, hogy a megegyező mozzanatok többsége a közös antik olvasmányokra megy vissza. Szembeállítani viszont A fejedelemmel szokás, amely „törvényesíti” a zsarnokságot, míg La Boétie a liberális (demokratikus) követelést fogalmazza meg.
Az évszázadnyival későbbi Leviathanhoz képest az újabb száz évvel későbbi Rousseau-féle tézist előlegezi humanista módon: az ember szabadnak és (ami ezzel egyenértékű) jónak születik. És a jóval nemcsak a gonosz áll szemben (ez a zsarnok), hanem a gyávaság és a tompultság is. Nem maga a zsarnok vagy a zsarnokság az anomália; az igazi szörnyűség az, hogy egész népek engedelmeskednek az önkényuralomnak, amelynek „köz-jellege-nincs” , amely – mondanánk ma – tőlük teljesen elidegenedett. Az autonómiáját a végletekig fejlesztő állam logikusan jut odáig, hogy egyetlen személyben fejeződjék ki. Valójában az államapparátusba koncentrált uralkodó osztály (réteg, csoport) az egyeduralom hordozója. Ám a néptől elidegenedett, egy kézben összpontosult hatalom még ezzel az apparátussal maga mögött sem kényszeríthet meghunyászkodásra, akarni kell engedelmeskedni neki. Bármily felfoghatatlan, a szolgaság a szabadságra született ember második természete lesz.
Mind a kormányzó, mind a kormányzott megtagadja önnön természetét. A kormányzott úgy, hogy bár szabadságra született, mindenre jobban vágyik, mint erre. A felvett „második természet” elnyomja az elsőt. Az emberek apró és rövid távú előnyökért maguk nyújtanak segítő kezet a zsarnoki hatalom kiteljesedéséhez.
Az önkény kialakulásához szükség van a közhatalom privatizálására. Az egyszemélyi kormányzás (bármi legyen is a neve) monarchia, s mint ilyen, virtuális vagy reális zsarnokság; és a zsarnokok között is a legkegyetlenebb, „akinek az államot a bizalom adta kezébe.” Gátlástalan kiszolgálóinak gúlája megbénítja az egész népet és szívja a vérét. Az embereket tehetetlen apátiába kényszerítve zülleszti az egész társadalmat. A politikai értelemben semmivé lett nép már-már mazochista gyönyörrel pusztítja önmagát, s halad a politikai semmivé válástól a társadalmi megsemmisülés felé.
A nép politikai öntudatra ébredése alapfeltétele a törvényekkel és etikai tájékozódó pontokkal rendelkező társadalomnak. A nép ostorozása, az értelmiségiek ébresztő szerepének hangsúlyozása, a monarchia isteni eredetének nevetségessé tétele arra utal, hogy bár a megsejtés szintjén és naivan kifejezve, de felismerte, hogy a néptől mégoly elidegenedett közhatalom is függ a néptől. A passzív ellenállás - amely maga teremti meg önmaga békés és szabályozott kereteit - a nép öntudatra ébredésének eszköze. És az elállatiasodás felszámolása egyben az elállatiasító zsarnokság felszámolását is jelenti.
Tulajdonképpen mélyebb és lényegibb felismerés ez, mint amit Locke vagy Rousseau fejt ki a "társadalmi szerződés" gondolata kapcsán. Nem a hatalom keletkezésének valamiféle útjáról s a nép ebből következő jogainak logikai megalapozásáról van itt szó, hanem ténylegesen létező viszony felismeréséről: a kormányzottak és kormányzók, a nép és a hatalom kapcsolatát ezerféleképp lehet misztifikálni, de kettejük viszonya evilági viszony, amelyben mindkét fél aktív szereplő, és minden ellenkező látszat ellenére a döntő a nép: nélküle nincs sem istentől kapott, sem az erősebb jogán kivívott, sem szerződés révén szerzett hatalom. Nem csupán a hatalom jellege, de a társadalom egészének állapota függ attól, hogy a nép szolgák tömegeként politikai öntudat nélkül, vagy szerződésre képes és szervezett polgárok tudatos közösségeként aktív. Az azóta eltelt évszázadok tanúsítják, hogy az államforma bizony keveset mond a társadalom állapotáról. La Boétie szerint a politikai öntudatra ébredt nép a monarchia keretei között is politikai szereplőjévé válhat a történelemnek azáltal, hogy meg tudja akadályozni a zsarnokok gúlájának kialakulását, illetve össze tudja azt roppantani.
Sokak szerint Machiavelli egyik nagy érdeme, hogy a politika kapcsán zárójelbe tudta tenni az etika problematikáját. La Boétie (még vagy már?) politikai etikát is teremt. - Isten segítőtársa vagy akaratának végrehajtója, a természet szabadnak teremtett minket, s természet adta jogunk függetlenségünk védelme is. A másik oldalról nézve pedig „nincs semmi, ami annyira természetellenes lenne a földön, mint megalázni az embert.” Erasmus moráljához állunk közel itt, tulajdonképpen nemcsak rabságba alázni erkölcstelen, de rabságban és vakságban élni is. A humanista idealizmus segítségével megalapozott politikai morál tehát gyakorlati racionalizmusba torkollik. Az írástudók felelősségének a felvilágosodás korában Alexander Pope-tól kezdve általánossá vált megfogalmazását előlegezi itt La Boétie a felvilágosodáson is túlmutató érvénnyel.

## Javaslat a viszályok megbékítésére
Az 1530-as évektől folyamatosan, majd egyre rohamosabban terjedt a reformáció Franciaországban is, képrombolások, fosztogatások, katolikus templomok elfoglalása, s a hívők egyre ellenségesebb szembenállása jellemezte a folyamatot, vallásháború fenyegetett. A vallásháborút megelőzendő a királyok pallossal és türelemmel is próbálkoztak, de egyik sem vezetett eredményre. A király és a képviselők türelmi rendelet kiadására készültek 1561-ben.
La Boétie megvizsgálta vallási szempontból azokat az okokat (ezek közt szerepelnek a katolikus egyház bűnei, kapzsiság, korrupció, búcsúcédulák árusítása, stb), amelyek a reformáció gyors terjedéséhez vezettek, s megtette javaslatait az irányban, hogy a francia királyság valamennyi alattvalóját egy vallásban egyesítse, hogy ez által erősödjön a központi hatalom, s szükség esetén a külső ellenséggel is meg tudjon birkózni, hiszen a belső vallási villongások nagy megosztottságot eredményeztek, a katolikus és a protestáns vallás hívei nem ellenfeleknek, hanem ellenségeknek tekintették egymást. Mint La Boétie írja:
„Franciaország még nem volt annyira rendkívüli helyzetben mint most; s mint ahogy nem szabad végső próbára tenni erőnket, nem szabad a végsőkig feszíteni a húrt a nép királyhűségét illetően sem. Nincs kínosabb és veszélyesebb a vallási nézeteltéréseknél. Polgártársakat választ el egymástól, szembeállít szomszédot, barátot, szülőket, testvéreket, apát fiával, férjet asszonyával; megszakít eljegyzéseket, feldúl házasságokat, rokoni kapcsolatokat semmisít meg, semmibe veszi a barátság szent jogait, behatol a szívek mélyébe, hogy a baráti érzést kiölje onnan, és gyökeret verjen helyette az olthatatlan gyűlölet. Lehet, hogy miközben ily módon pusztít, nem érinti a király alattvalóinak hűségét urukhoz. De amíg mi egymás torkát harapjuk, a minket meglátogató ellenséggel szemben gyengébb akarat feszül...”
La Boétie leginkább a tolerancia jegyében kívánja egyesíteni egy egyház keretein belül a katolikusokat és a hugenottákat azáltal, hogy mindkét fél számára tegyenek eleget, misézzenek és imádkozzanak a latin helyett francia nyelven, a szobrokat, képeket ne imádják a hívek (a protestánsok többek közt bálványimádással vádolták a katolikusokat), de ne legyen képrombolás se, stb. A szentségek kiszolgálása terén is számos engedményt javasol, például a kehely kiszolgálásának nem látja akadályát. Felveti azt is, hogy végül mindegy, hogy a református vagy a katolikus egyház keretében egyesülnek a király hívei, végül inkább a katolikus egyház mellett dönt, de a fokozatosság megtartására, s hosszú türelemre int azok irányában, akik visszatérnek a katolikus egyház kebelébe. Mintegy példa arra, hogy jó királyok jó politikai tanácsadók segítségével megelőzhetnek vallás- és polgárháborúkat. Adott esetben erre nem került sor, túl késő volt, már az 1562. januárjában kiadott ediktum sem segített, márciusban megindult a gyilkos testvérháború, amelynek majd csak 1598-ban a nantes-i ediktum vetett véget, ez utóbbi a hugenottáknak is biztosította a vallásszabadságot.

## Műveinek friss kiadásai francia nyelven
- Œuvres complètes, Éditions William Blake & Co., 1991. ISBN 978-2-905810-60-1
- Discours de la servitude volontaire ou le Contr'un, Paris : Mille et une nuits, 1997. ISBN 978-2-910233-94-5
- Discours de la servitude volontaire, Paris : Flammarion, 1993. ISBN 978-2-08-070394-1
- Discours de la Servitude volontaire, Paris : Payot, collection Petite bibliothèque, 2002. (deux versions du texte + études complémentaires (Abensour, Clastres, Lefort...). ISBN 978-2-228-89669-6

## Magyarul
- Az önkéntes szolgaságról / A zsarnok ellen (Discours de la servitude volontaire ou le Contr'un); szerk. Zirkuli Péter, ford., utószó, jegyz. Újfalusi Németh Jenő; Helikon, Bp., 1990 (Helikon Stúdió) 55 [2] p. ISBN 963-208-028-9[16]
- Javaslat a viszályok megbékítésére (Mémoire sur la pacification des troubles). Ford., jegyz. Újfalusi Németh Jenő. Aetas. Történettudományi folyóirat. Szeged, 1991. 2. sz. pp. 117–152. ISSN 0237-7934